# Acronicta ottomana
Acronicta ottomana là một loài bướm đêm trong họ Noctuidae.